# 青瓦台
青瓦臺（韩语：／ Cheongwadae）為大韩民国歷史古蹟，曾長期為韓國總統府所在地，位於首爾特別市鐘路區青瓦臺路1號。
2022年，時任總統尹锡悦將韓國總統府遷至龍山區的總統室（前身為韓國國防部龍山大樓），青瓦台改為開放場地予公眾參觀。但2025年李在明當選總統後，又計劃將總統府遷回青瓦臺。

## 历史
歷史上青瓦臺的名称幾度更改。1426年朝鲜王朝建都漢城後被稱作景福宮後園，修建了隆武堂、慶農齋及練武場等建築，並開闢了一塊国王的親耕地，亦曾作为科舉考場。1927年，日治朝鲜当局在景福宫内新建了厅舍，并把朝鲜总督官邸设在此地。

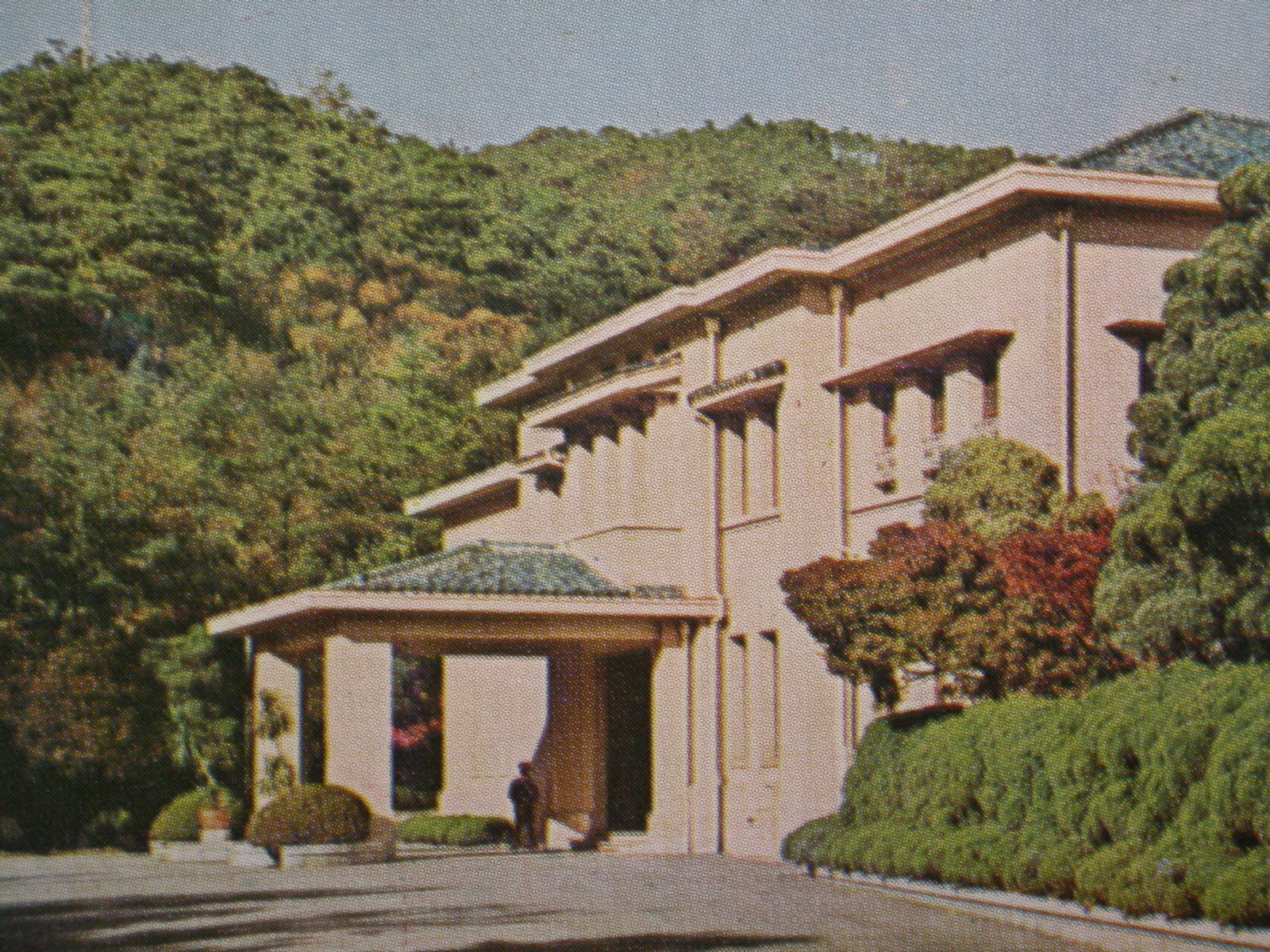
景武臺舊貌

1945年作为美軍政廳军政长官官邸。1948年大韩民国成立後改為總統辦公與官邸所在地，最初稱為「景武臺」（：／），尹潽善總統在任時更名為「青瓦臺」。
1951年1月至3月曾被朝鲜人民军和中国人民志愿军占领。因朝鲜战争中央厅内部发生火灾，总统室被烧毁，現今的青瓦臺是盧泰愚總統在任時重建的。1993年8月，金泳三拆除了日治时期时朝鲜总督生活过的旧馆。由於1968年曾發生朝鮮人民軍發動的青瓦臺事件，為了防範朝鮮間諜，進入青瓦台一帶時會有簡單的安檢。民眾舉行的示威集會大多會在光化門廣場舉行，青瓦台附近的道路並不容許集會。
2022年3月20日，韩国当选总统尹锡悦宣布将于同年5月10日就任时入驻位于首尔龙山区的国防部大楼作为总统办公室，并对外开放青瓦台。
2022年5月9日，文在寅總統在傍晚完成總統任期後，青瓦台結束74年作為總統府及官邸的任務。翌日，總統府遷往龍山區的韓國總統室。
2025年6月，李在明在當選總統後，他表示青瓦臺長年作為總統府之用具有其象徵性，並指出龍山總統室有竊聽、警衛等保安漏洞及完全暴露在公寓的包圍之中，令總統在「全世界人民的注視下討論國政」有所不妥，因此決定將遷回青瓦臺辦公。但由於警衛和設施維修等問題，李在明上任初期仍會暫時在龍山總統室辦公，而青瓦臺自該年8月1日起暫停開放，以便進行將總統府遷回青瓦台的安保盤點。

韓國總統與青瓦台來訪政要
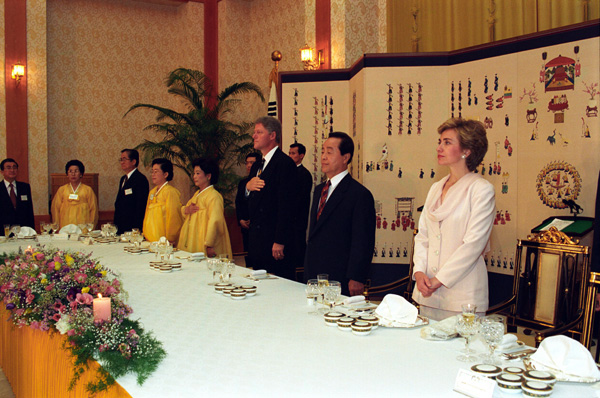
金泳三於迎賓館設國宴款待美國總統比爾·柯林頓與希拉蕊·柯林頓夫婦來訪（1993年）
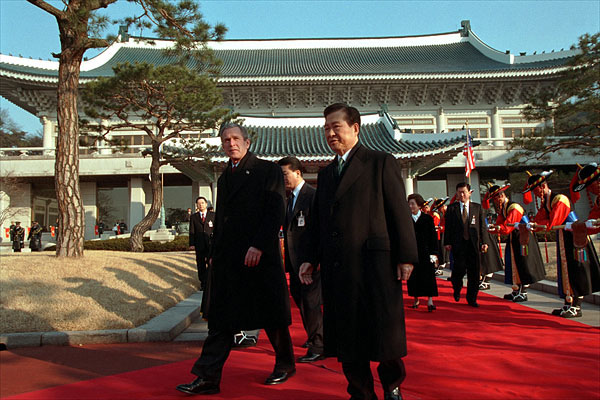
金大中與美國總統喬治·沃克·布希（2002年）
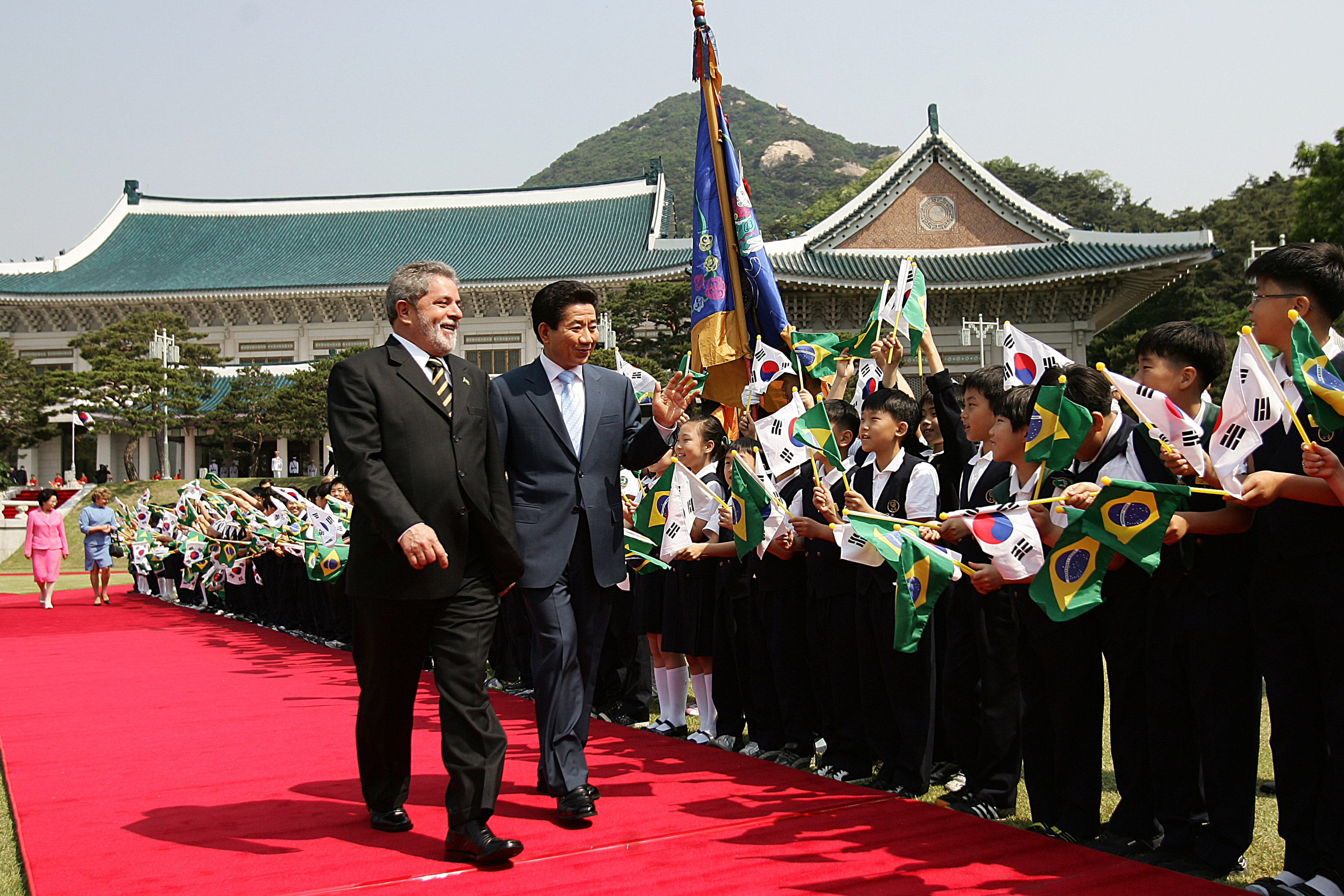
盧武鉉與巴西總統路易斯·伊納西奧·盧拉·達席爾瓦（2005年）
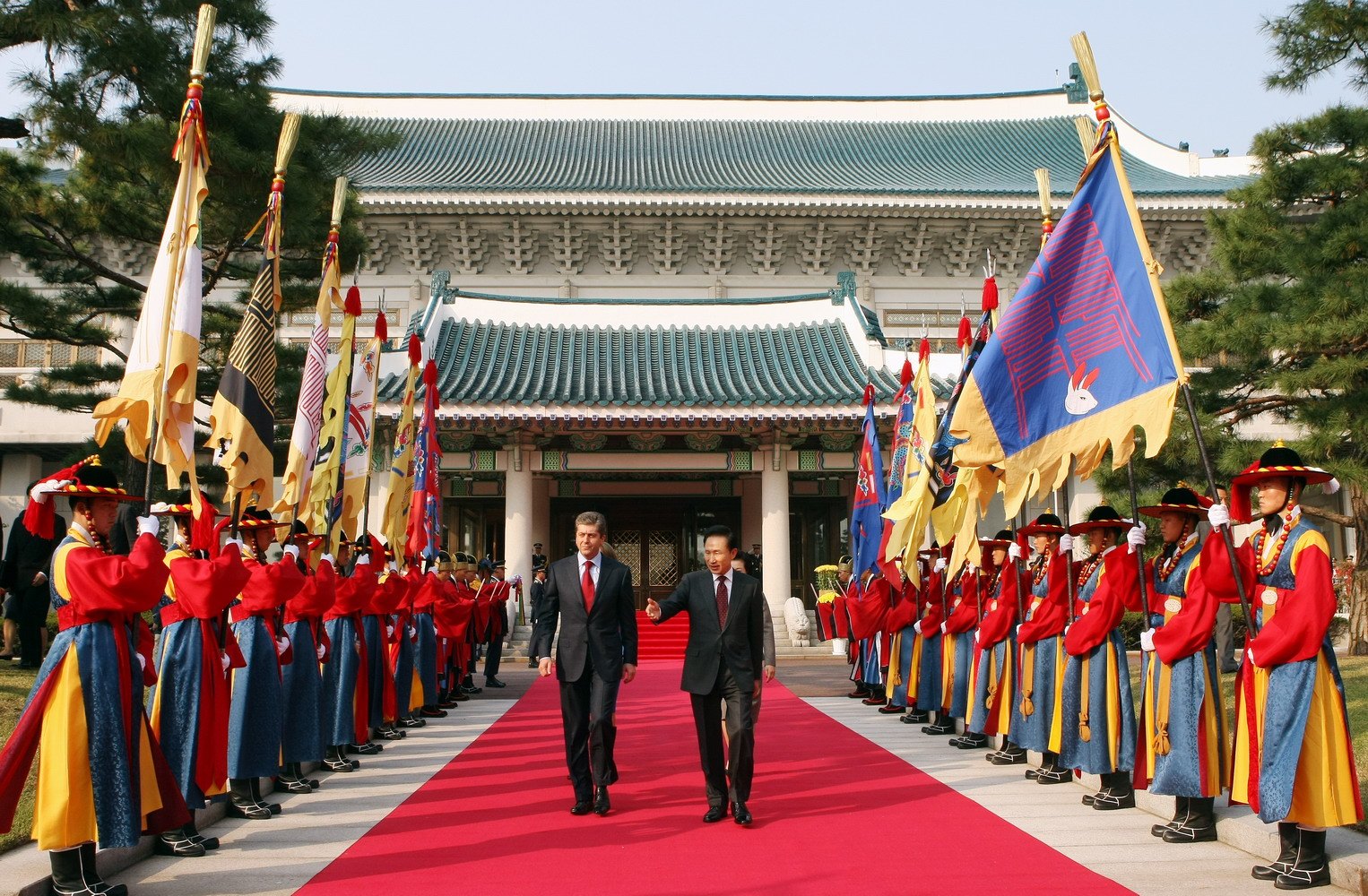
李明博與保加利亞總統格奥尔基·珀尔瓦诺夫（2009年）
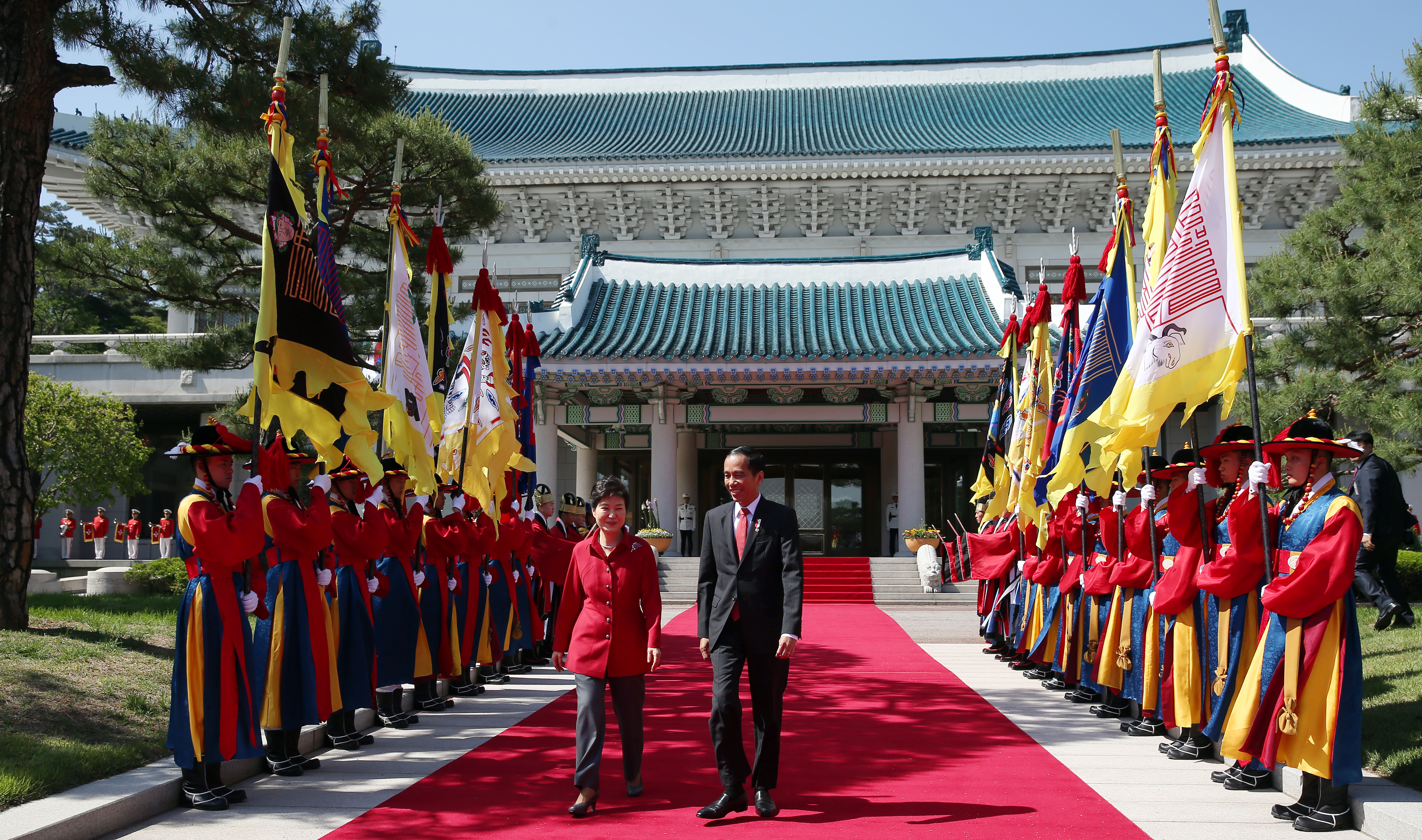
朴槿惠與印尼總統佐科·維多多（2016年）
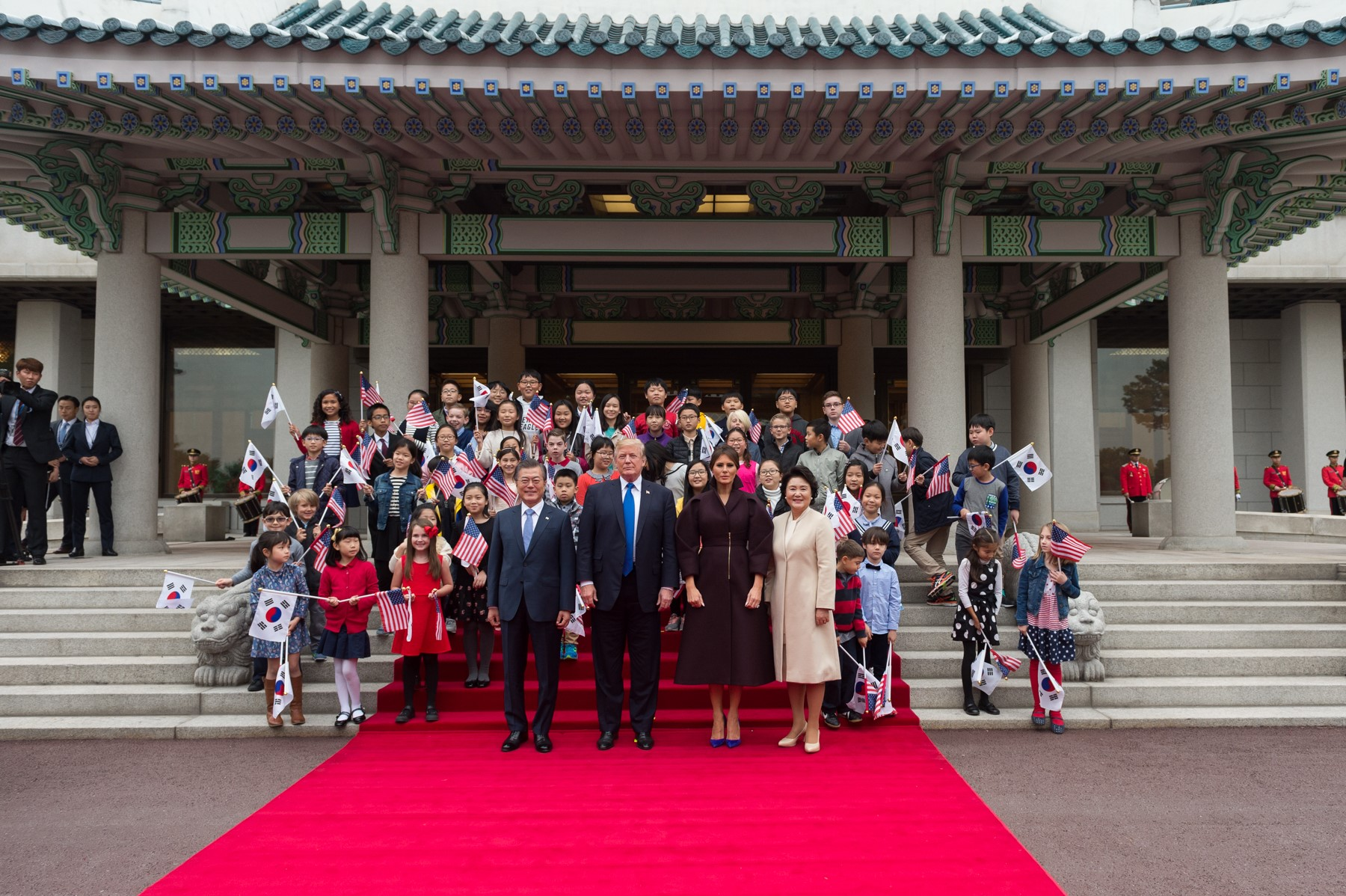
文在寅與美國總統唐納德·特朗普 (2017年)

## 批評

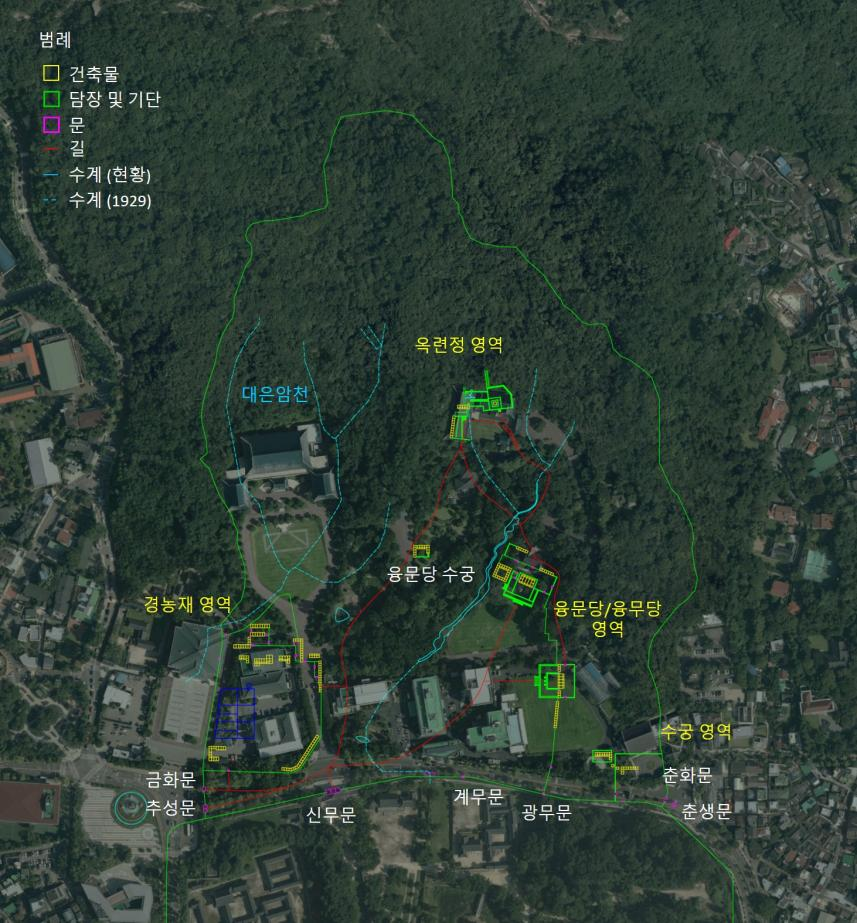
舊景武臺建物設施於青瓦臺園區內的相應位置暨青瓦臺空拍圖。

青瓦台的開放問題一直是論爭的核心。自韓國獨立以來，國民只能以有限的方式參觀青瓦台。李承晚時期，在櫻花開花期時會向國民開放景武台的一部分。由於當時首爾缺乏公園或遊樂園等適合春遊的空間，因此在首爾只有昌慶宮和景武台作為市民的觀光地。但是，隨著1968年發生青瓦台事件，朝鮮武裝分子滲透到青瓦台後山的事件後，青瓦台不再對外開放，成為國民難以接近的地方。當時以警衛為由，包括青瓦台前路在內的周邊道路和仁王山和北嶽山也開始禁止出入，自此青瓦台得到「九重宮闕」的外號。
此外，亦有批評指由於與國民的距離越來越遠，總統們聽不到國民的聲音。1989年3月修訂的《集會示威法》以警衛為由，禁止在青瓦臺總統辦公室100米以內的集會。2016年因韓國政府爆發干政事件使群眾要求朴槿惠總統下臺而舉行的燭光集會時，法院允許集會和遊行到青瓦台100米前的孝子洞治安中心，這是尹潽善總統時代以後，示威隊最接近青瓦台的事例。
因此，韓國總統在1987年恢復民選後，多任總統都曾推動將總統府搬遷至別處，但有意見批評是因為迷信風水。金泳三及金大中皆提出光化門政府中央大廈辦公公約，但因為警衛和費用等問題而中斷。盧武鉉曾承諾要遷移行政首都至世宗特別自治市，但隨著2004年韓國憲法法院做出違憲判決，遷移總統府的計劃宣告流產。文在寅總統從候選人時期開始就強調「光化門時代」，並表示要將總統府遷移到光化門附近的辦公大樓，但最後由於警衛問題等原因而中斷。尹锡悦總統上任後，終將總統府從青瓦台遷出，把青瓦台「還給國民」。

## 建築
- 本館：1991年完成，為青瓦臺的主建築，韓國總統辦公室、接見室、国务會議室（名為「世宗室」）及餐廳的所在地。本馆由于存在过剩空间过大的问题，而被广受批评。文在寅总统就任后只在这里处理官方事务，其他事务则在与民馆处理。[7]出入本馆时使用的正门叫做11门，国务会议时只有长官级（部长级）以上才能出入。文在寅就任当天曾公开过本馆内部。[8]西侧是「世宗室」，东侧则是授予委任状，举行中规模的晚餐，座谈会的「忠武室」。本馆是整個青瓦臺的中樞，佔地約8,500平方公尺。
- 迎賓館：1978年完成，（在此之前，朴正熙總統多半於現由新羅酒店管轄的「迎賓館」或「三清閣（朝鲜语：삼청각）」內招待國內外政要）是韓國總統招待國賓、舉行國宴的地方，也是舉行官方活動及大型會議的場所；位於主樓左側。
- 總統官邸：1990年完成，是總統及其家人的居住地方，也是青瓦台内最封闭的地方。卢武铉总统与李明博总统曾向媒体有限的公开过内部模样。由于补缺选举，文在寅总统就任后未能立刻入住，是官邸竣工后的头一次[9]。
- 与民馆：是青瓦台参谋们工作的地方，由三个建筑物构成。李明博在任时曾改名为为民馆。文在寅就任后则重新改为参与政府时期（卢武铉政府）的与民馆。与民1馆为总统办公室的所在地，总统在此处理日常事务，首席辅佐官会议也在此举行，同时也有秘书室长室。与民2馆是民政首席室，与民3馆则是宣传首席室。
- 西别馆：在本馆西侧，是会议专用建筑，中间隔着直升机坪与春秋馆相望。金泳三政府时曾在此举行过内部经济金融检查会议，也叫西别馆会议。
- 常春斋：日治时期时曾叫做「梅花室」，也是总督府别馆的所在地。大韩民国政府成立后改名为「常春室」并在1977年12月拆除。1978年3月建造了西洋式木制建筑再次被拆除。1983年4月5日重新以传统韩式建筑建造。是接见外宾，举行内部会议的地方。
- 春秋館：青瓦臺發佈新聞、舉行記者會的地方，位於主樓右側。一樓設有記者辦公室和小會客室，二樓則設有大會客室。
- 绿地园：有着松树，铺着结缕草的活动场所。本馆前的大庭园是迎接国家贵宾的地方，绿地园则是大众活动的举办地。1995年曾在此举办过开放音乐会（朝鲜语：열린음악회）。
- 时和门：警护室的工作地点。
- 年丰门：是提供给外部人员执行公务时需要进入青瓦台的办理手续地点。既有外部人员可以使用的福利设施，也是国政宣传的地方。2009年初竣工，有着与当时李明博政府时推崇的低碳绿色发展相称的太阳能发电板，也有表明了捍卫独岛意志而设置的独岛闭路电视。
- 七宫（朝鲜语：칠궁）：储庆宫，大嫔宫，毓祥宫，延祜宫，宣禧宫，景祐宫，德安宫。
- 木槿花花園

## 图集

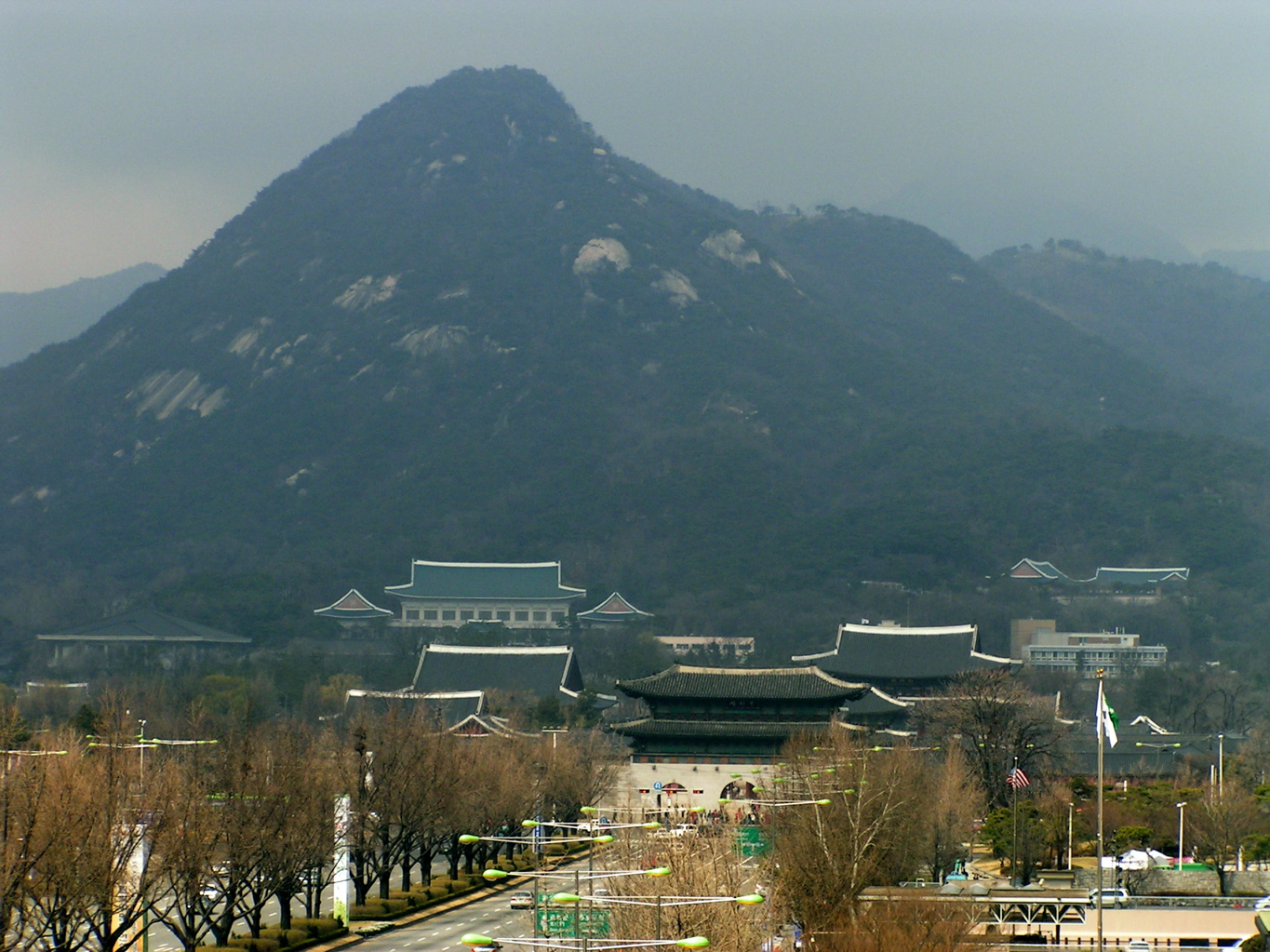
2006年，青瓦臺遠景（座落於景福宮與北岳山之間）
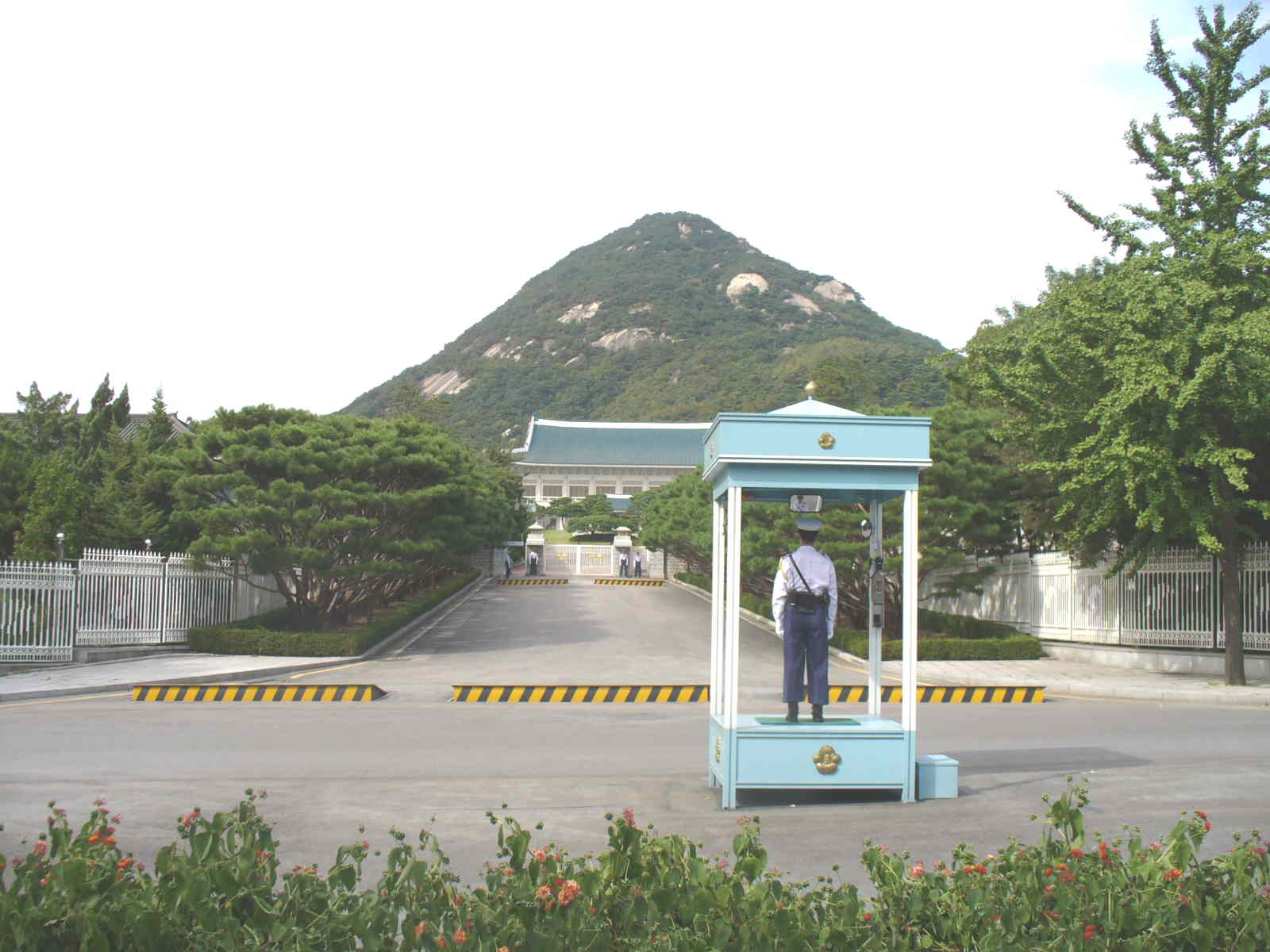
青瓦臺與門口崗哨
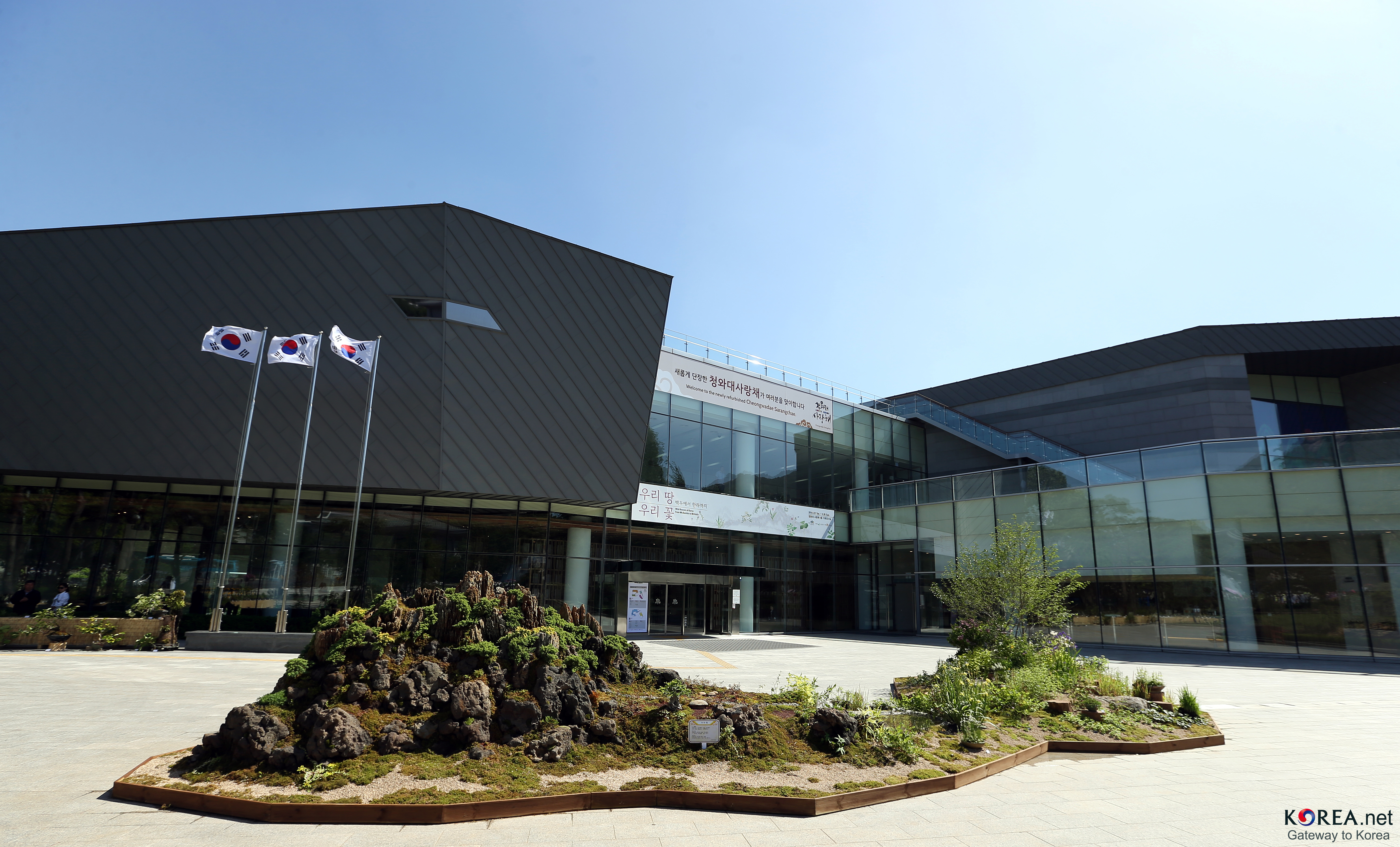
青瓦臺舍廊房
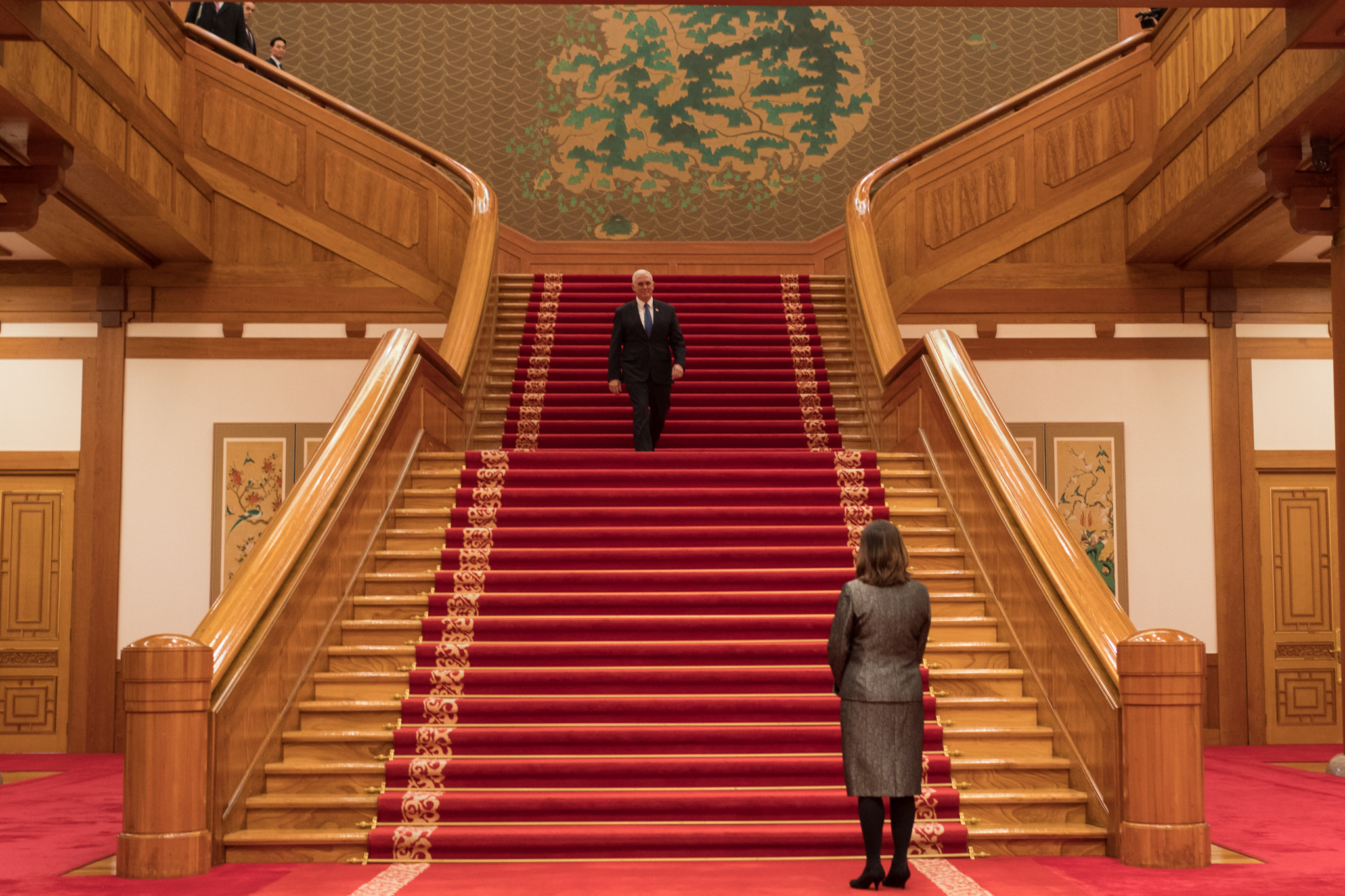
青瓦臺本館大廳樓梯
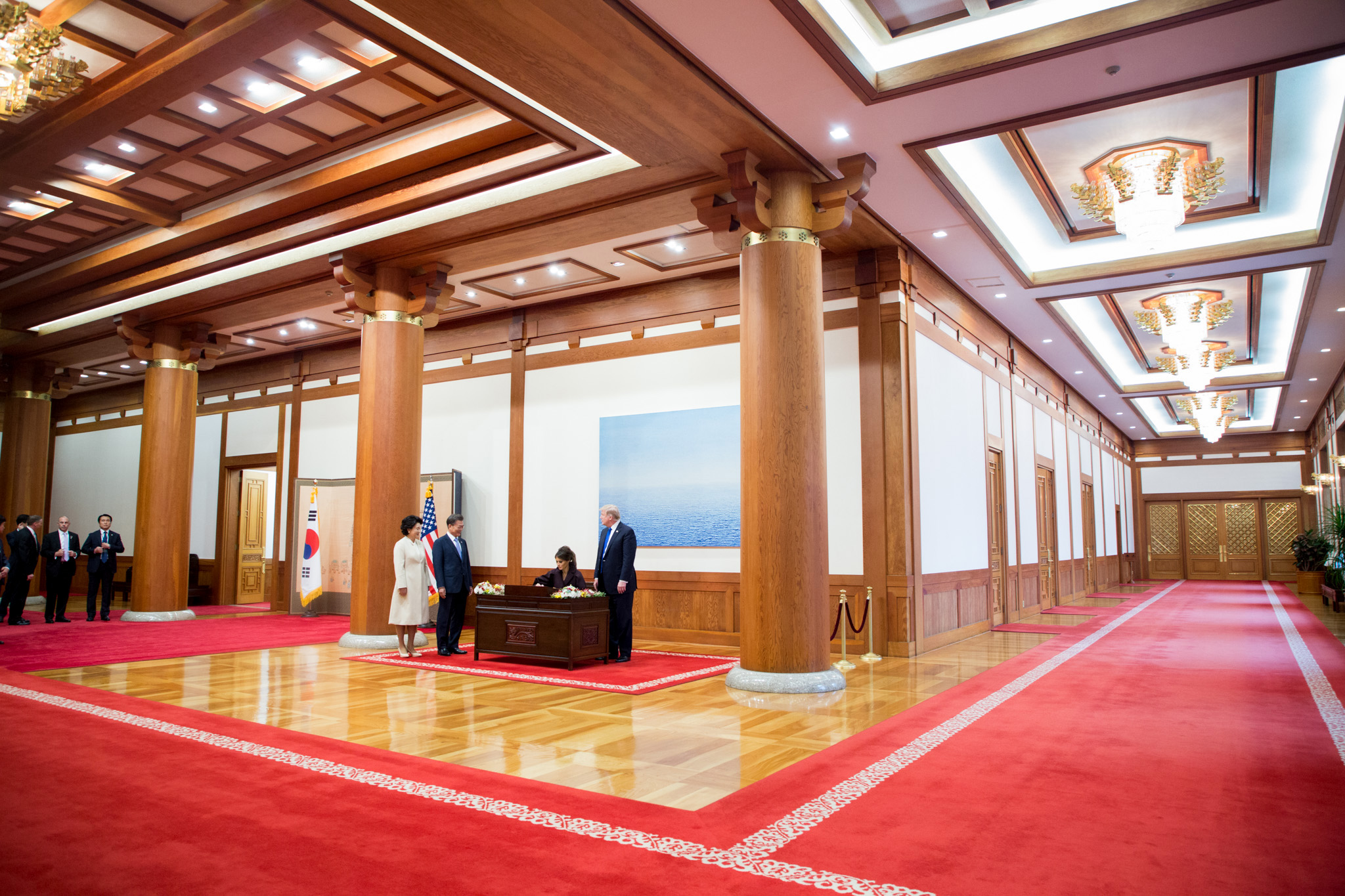
青瓦臺本館內景
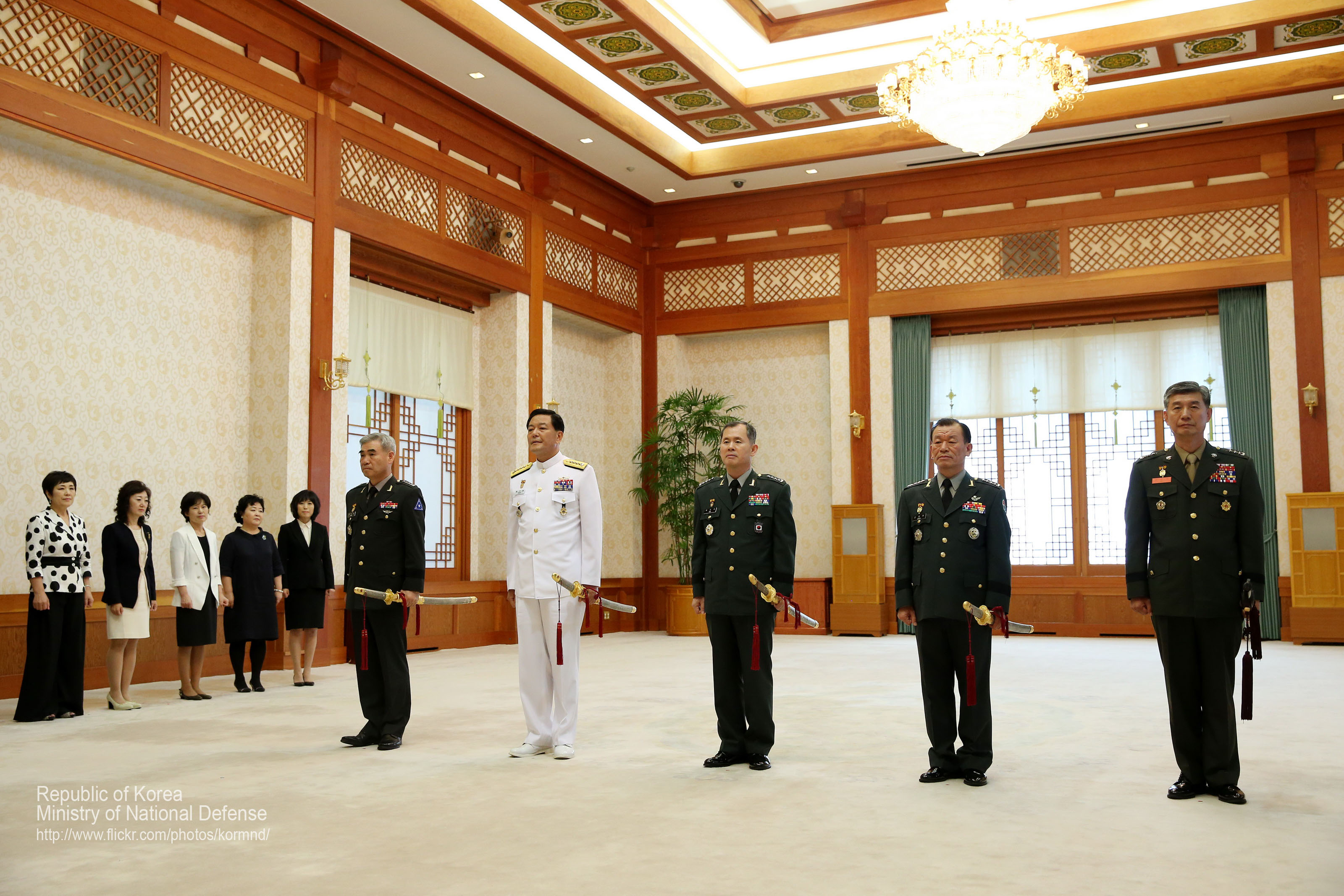
本館忠武室
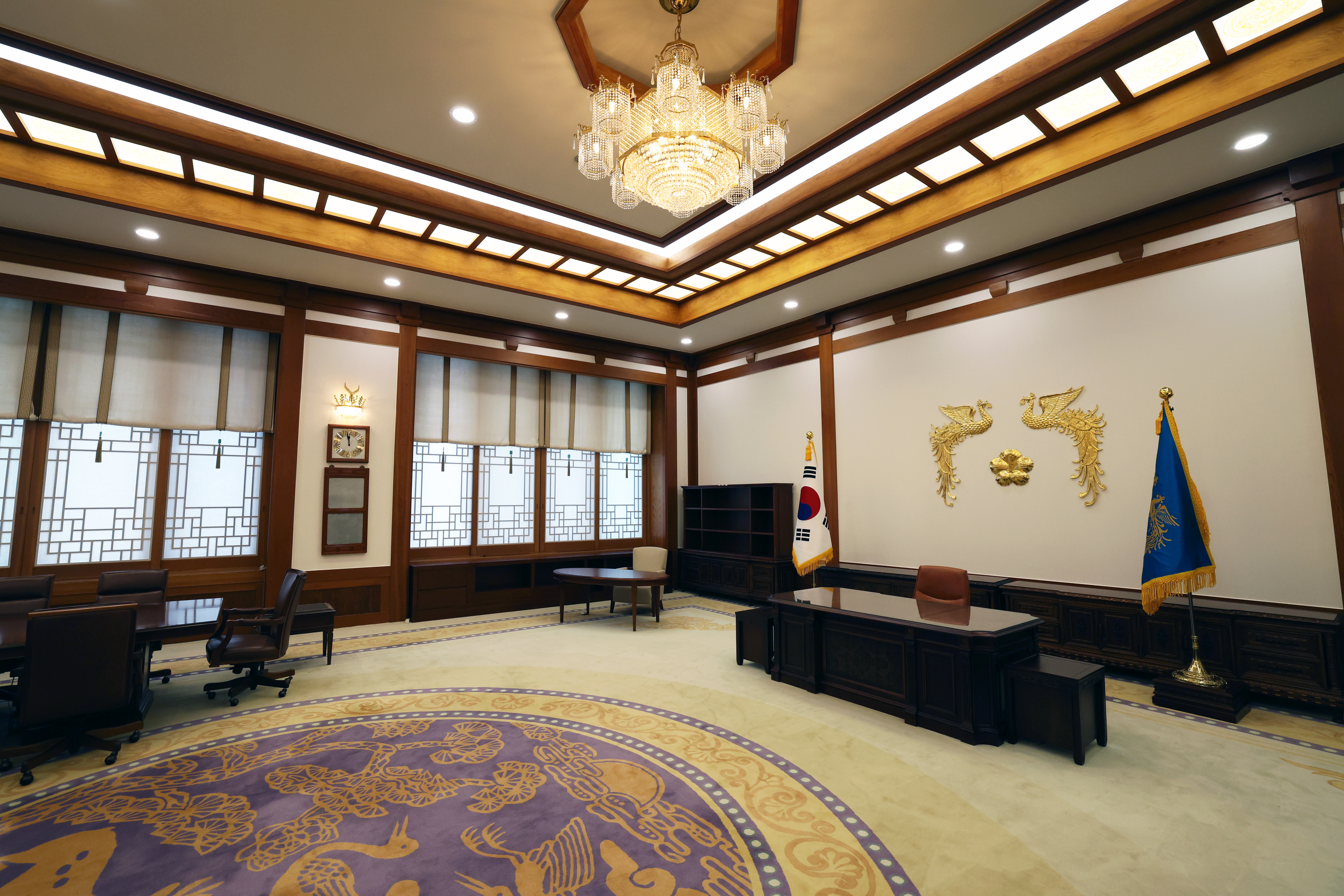
本館總統辦公室
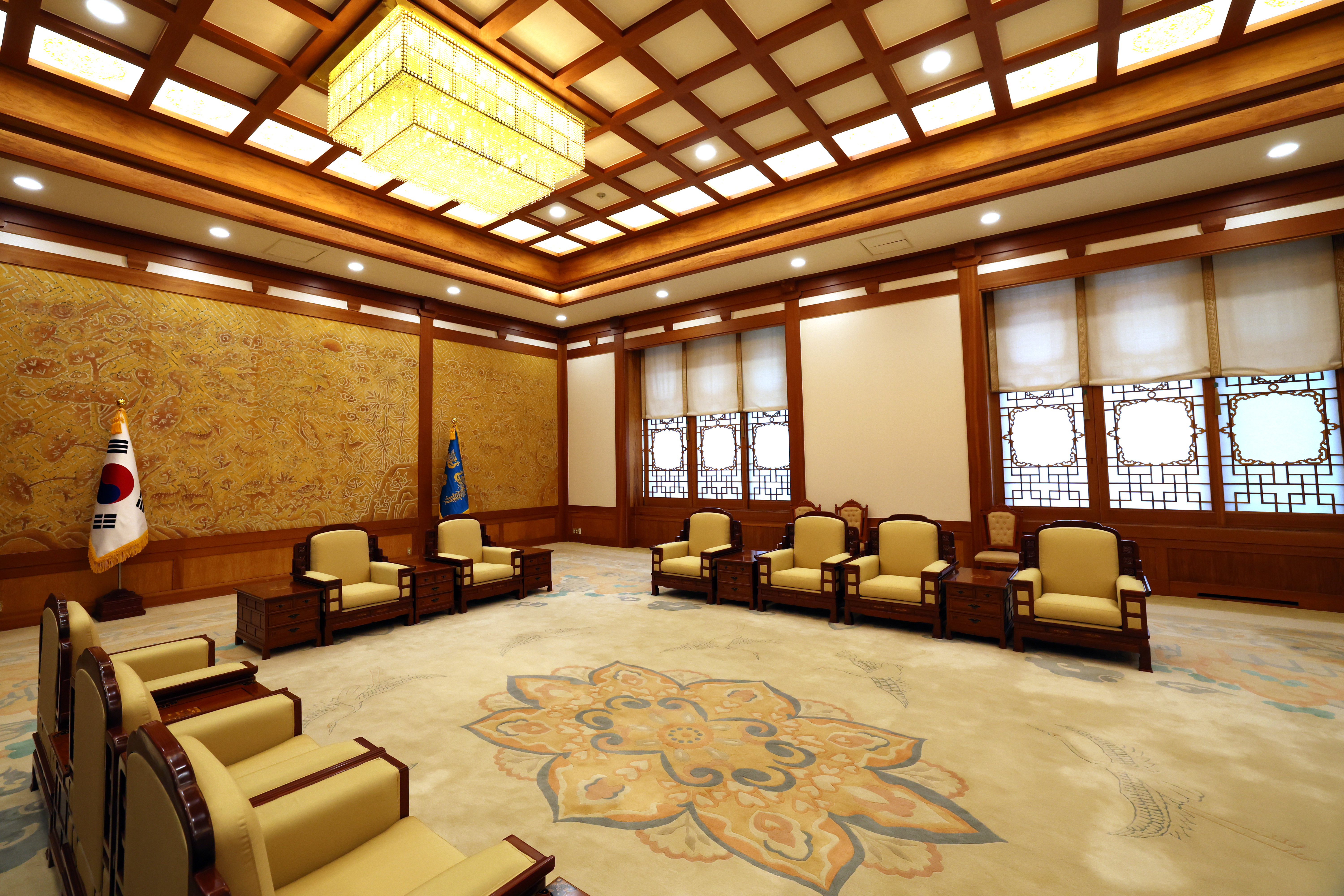
本館接見室
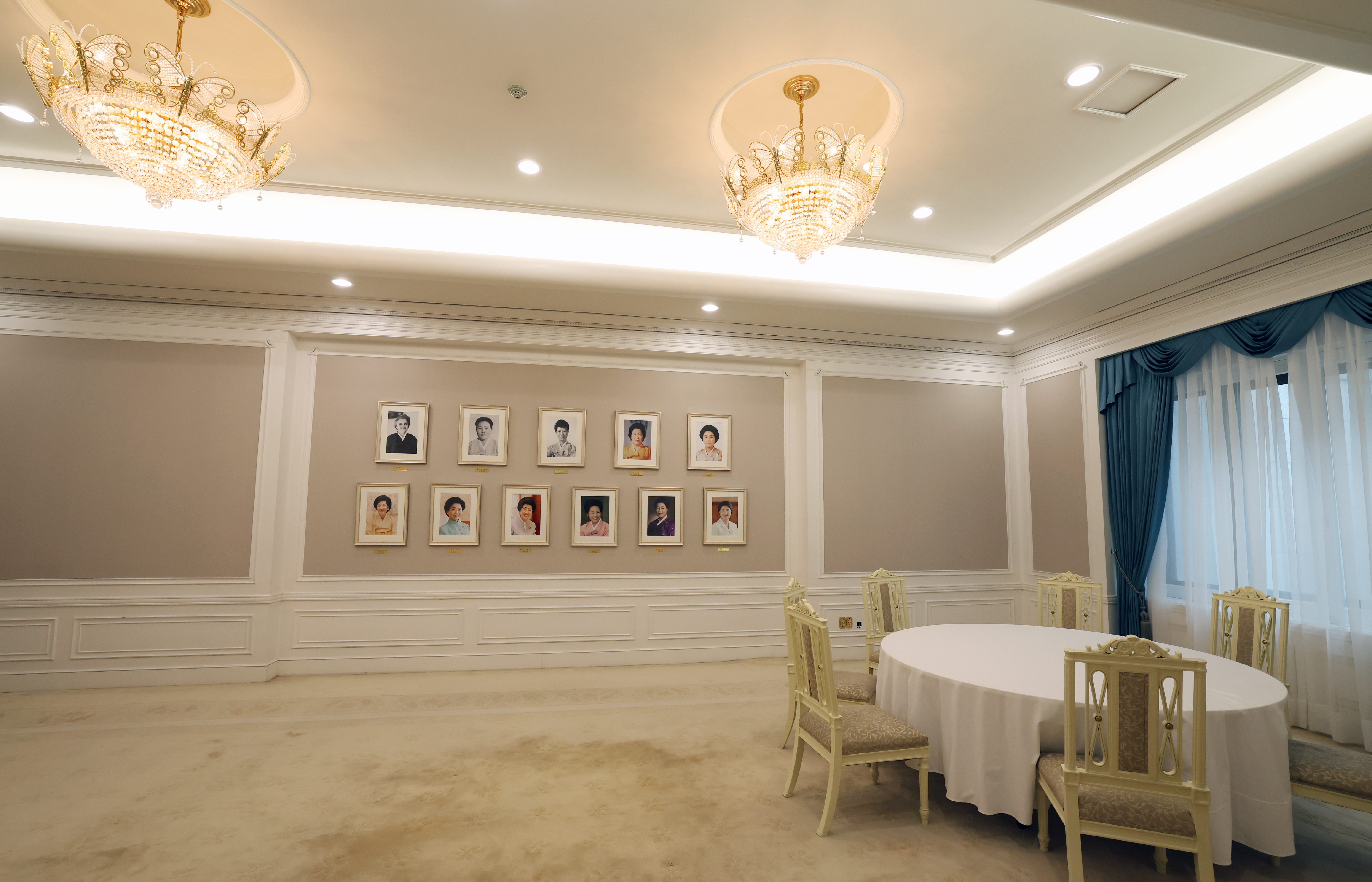
本館無窮花室
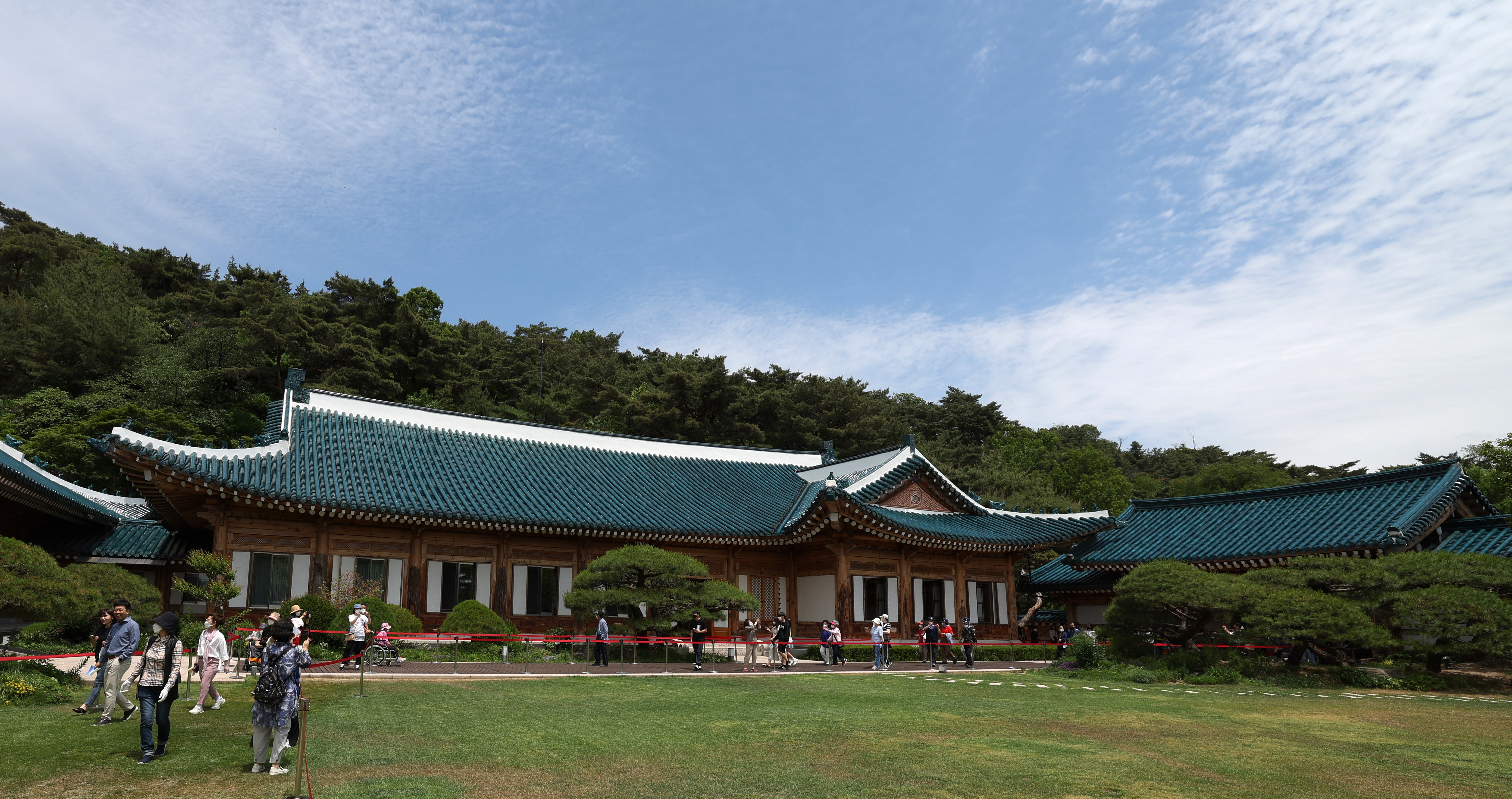
青瓦臺總統官邸
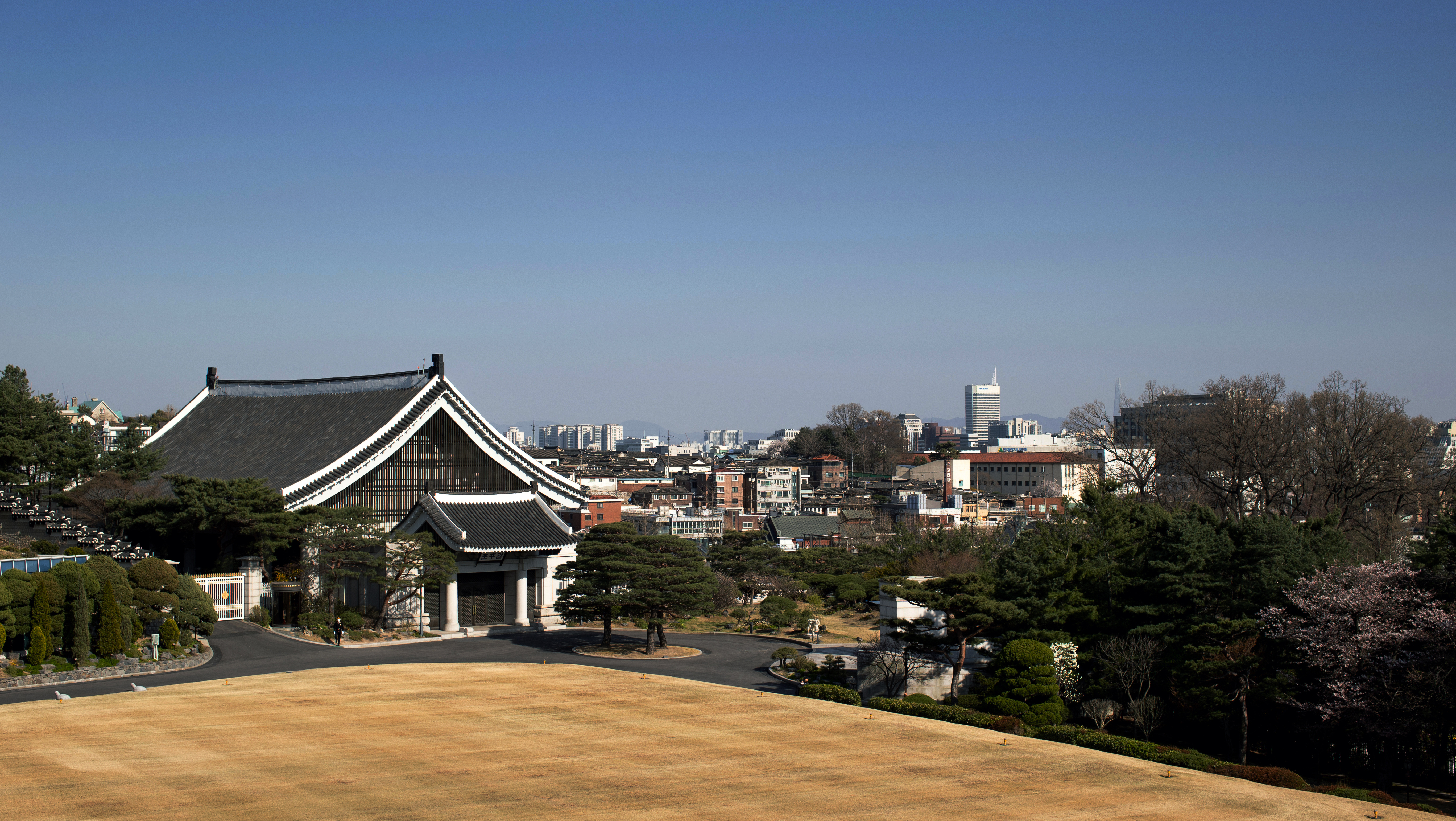
青瓦臺春秋館
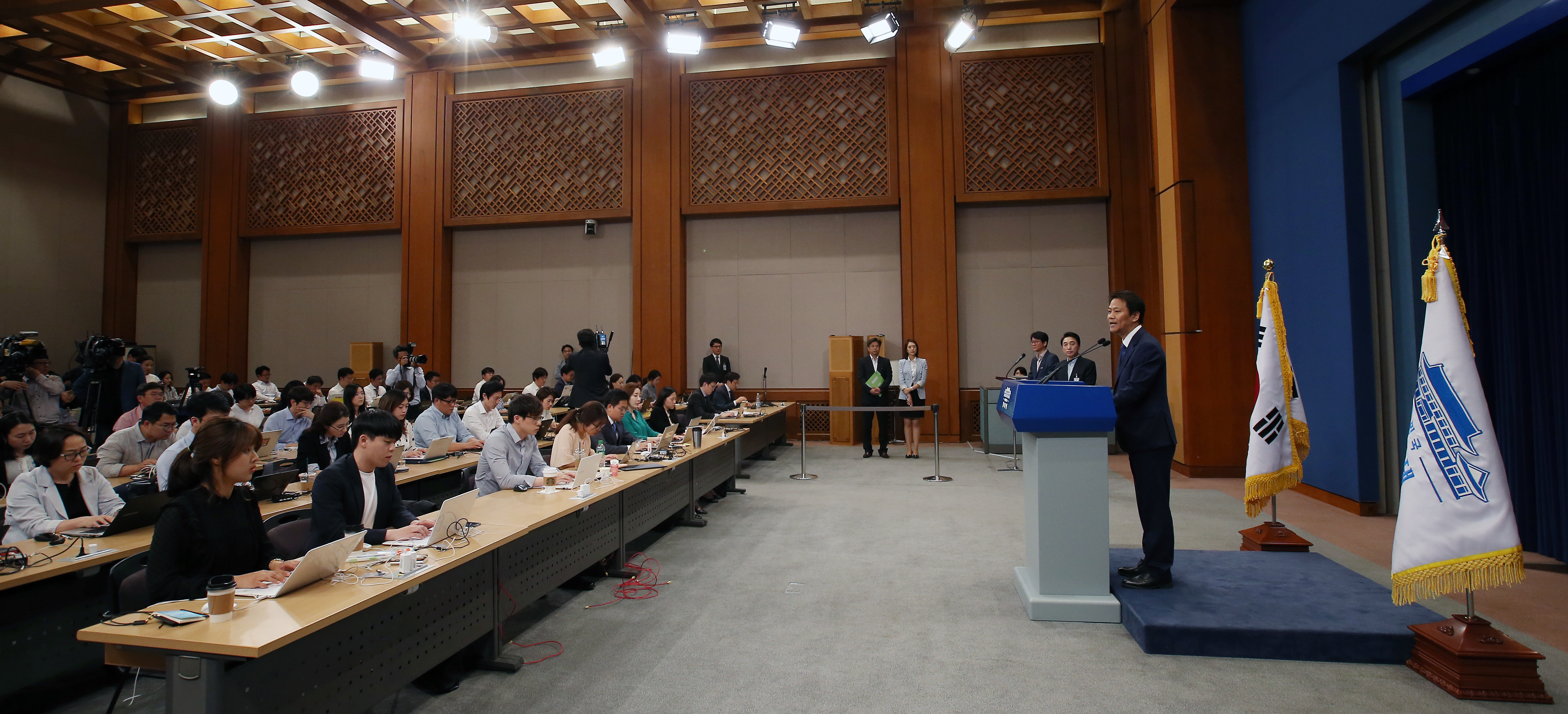
春秋館簡報室
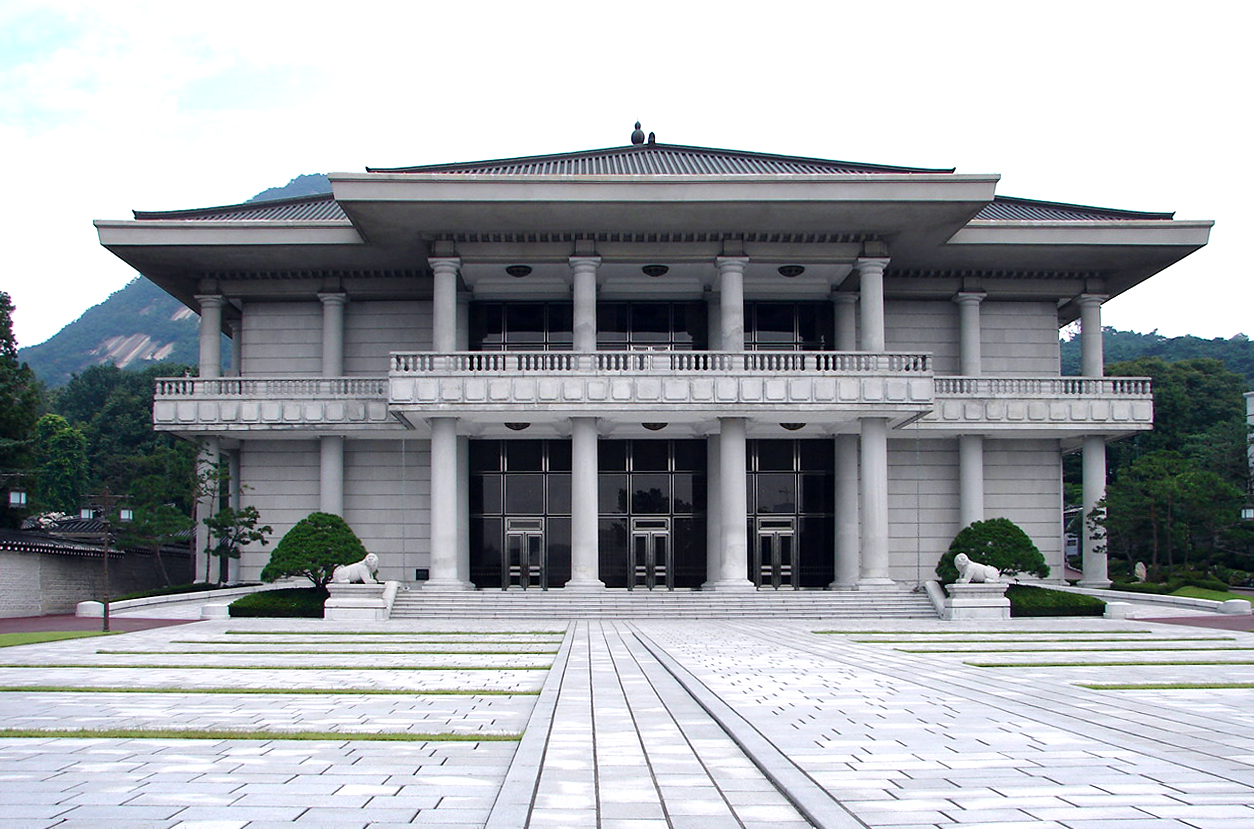
青瓦臺迎賓館
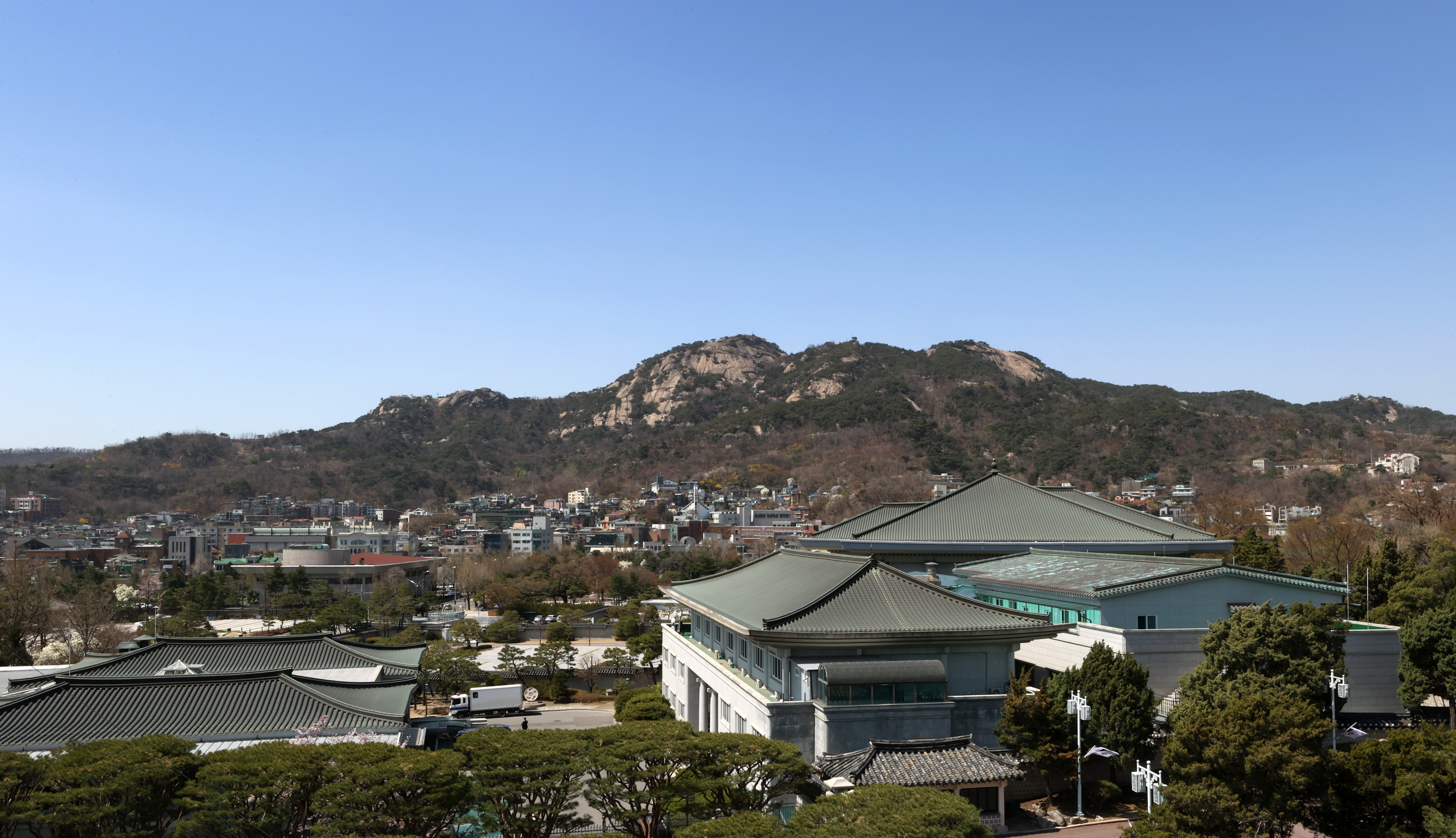
青瓦臺與民館
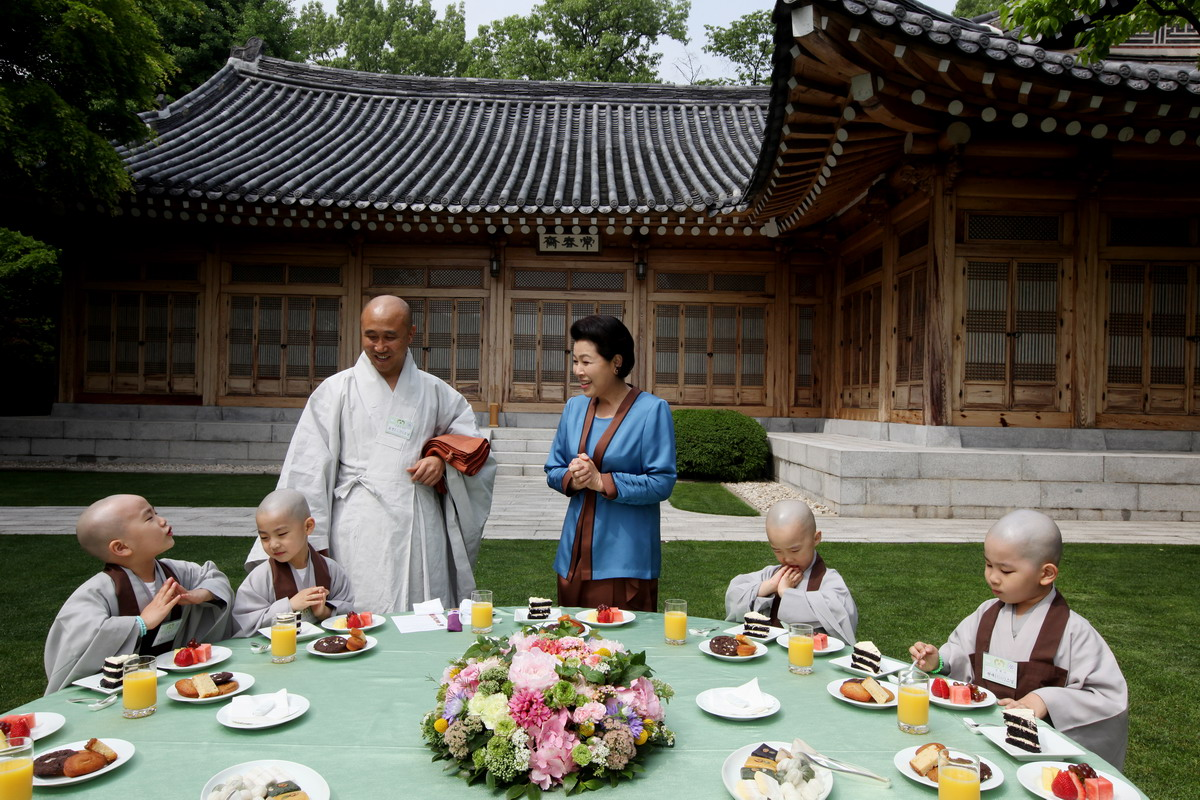
2010年，常春齋宴請曹溪寺沙彌
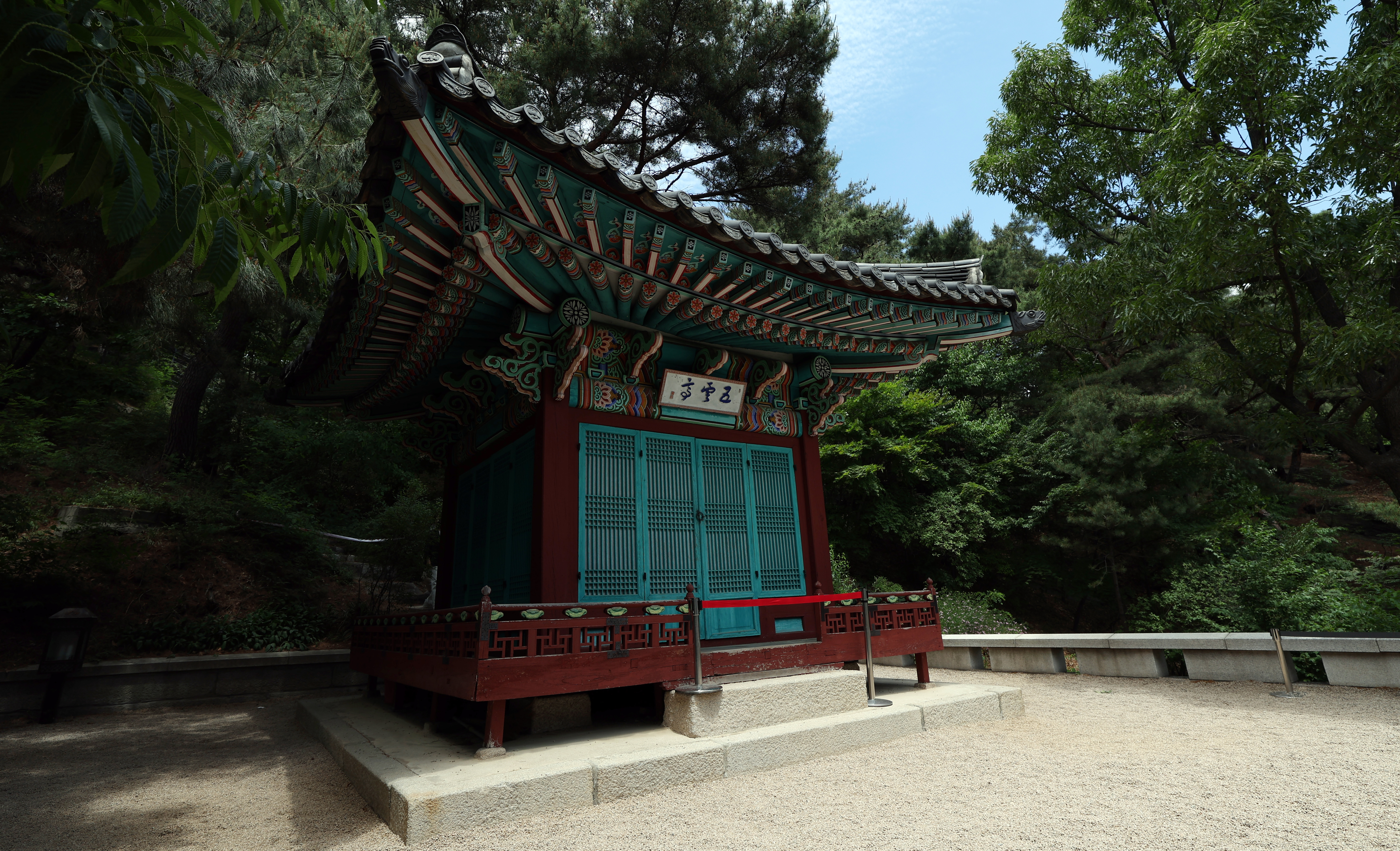
青瓦臺五雲亭

## 外部連結
- 開放青瓦臺 （页面存档备份，存于）
- （英文）Open Cheongwadae （页面存档备份，存于）